# Cimetière de l'Ouest (Angers)
Pour les articles homonymes, voir cimetière de l'Ouest.
Le cimetière de l'Ouest d'Angers est l'un des trois cimetières de la ville, et le seul situé rive droite de la Maine, côté Ouest. 

## Historique
Il a été créé en 1813 sur des terrains acquis par la municipalité en 1811. Il fut baptisé « cimetière de la Trinité ».

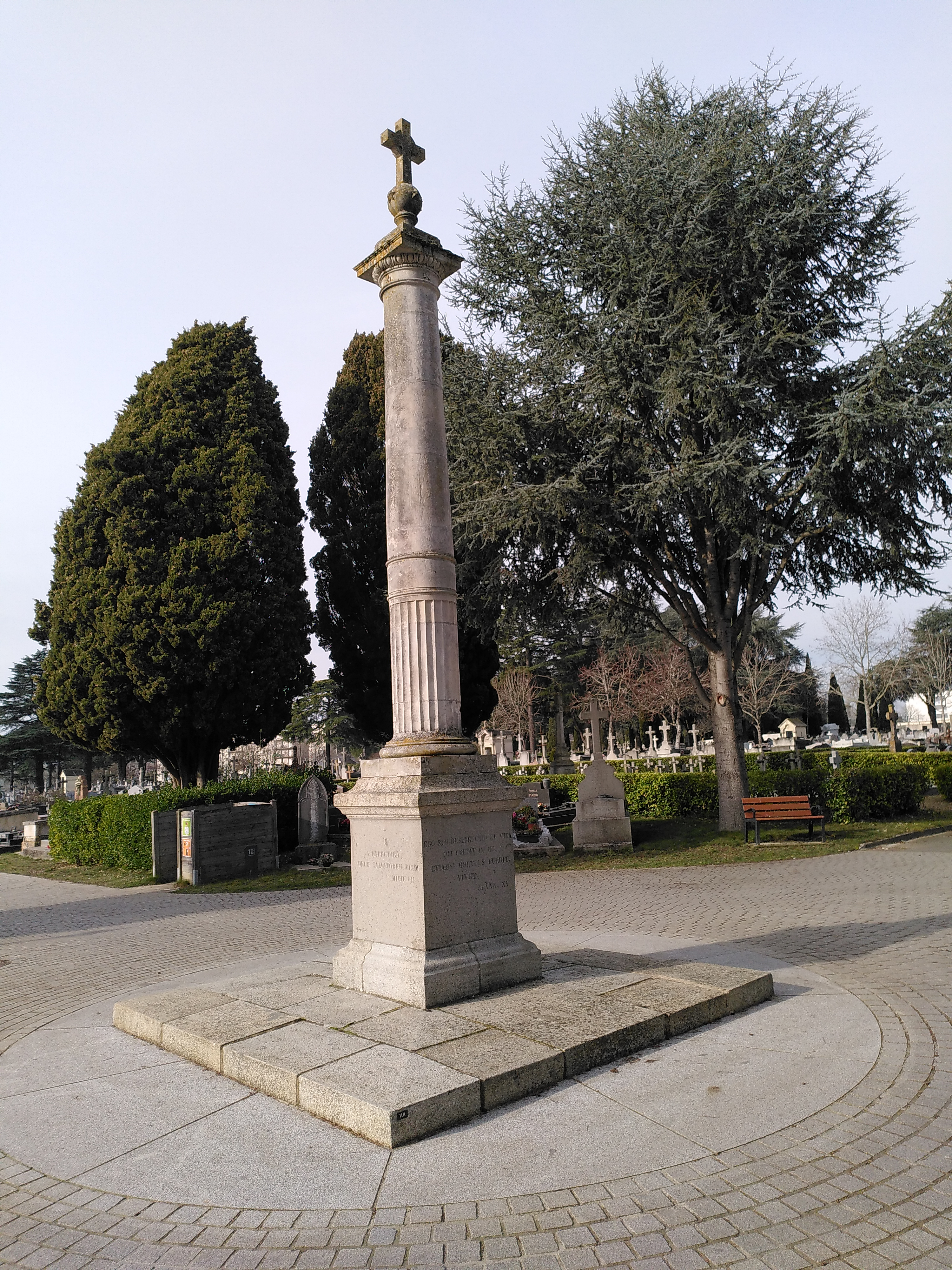
La colonne de l'abbé Gruget, située sur le rond-point entre les carrés 8, 9, 15 et 16.
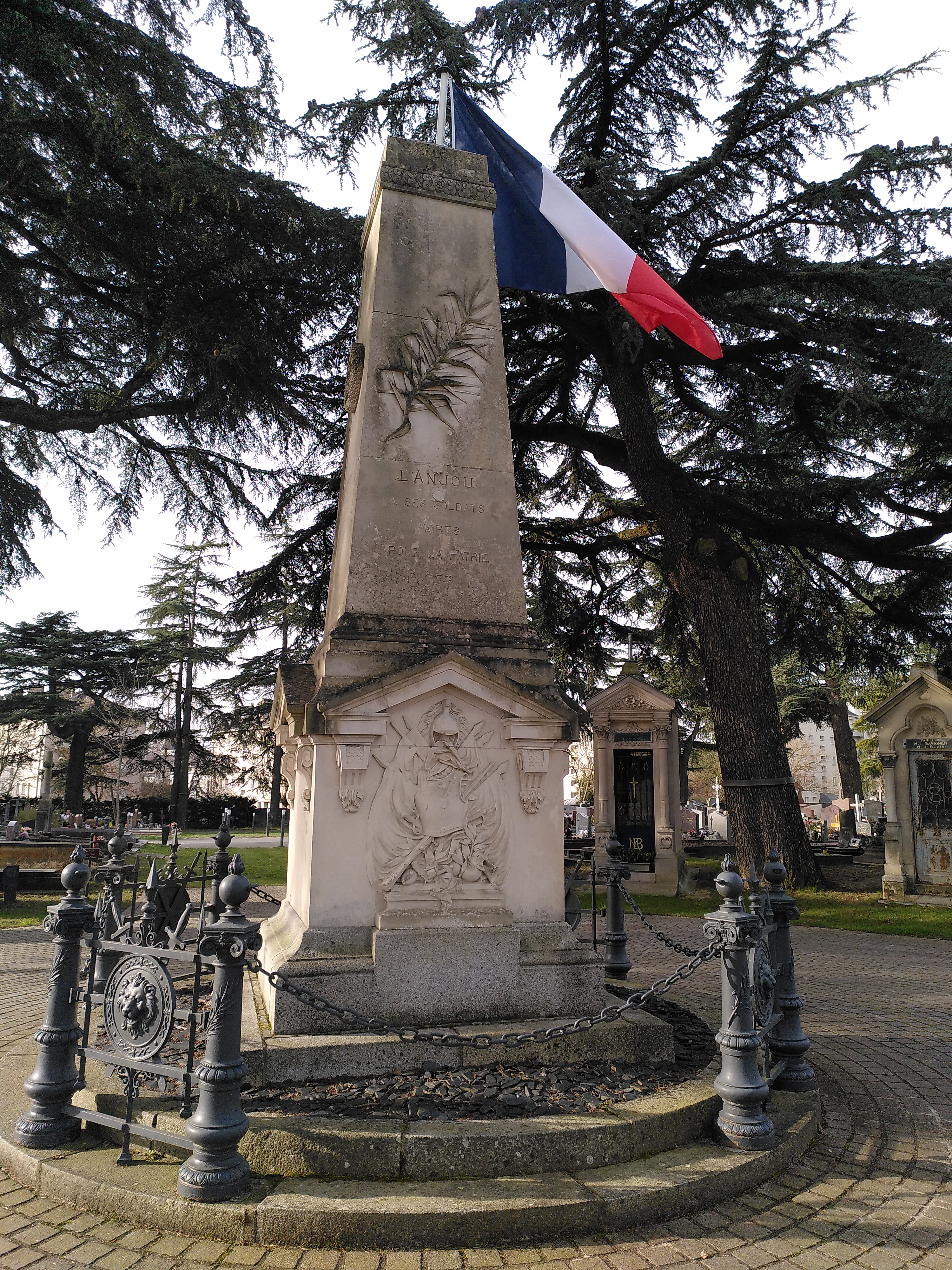
Le monument aux morts angevins de la guerre 1870-1871.